# Neorhynchocephalus sackenii
Neorhynchocephalus sackenii is een vliegensoort uit de familie van de Nemestrinidae. De wetenschappelijke naam van de soort is voor het eerst geldig gepubliceerd in 1880 door Williston.